# Lotus 79
A Lotus 79 egy Formula–1-es versenyautó, amelyet a Team Lotus tervezett és versenyeztetett az 1978-as és 1979-es Formula–1 világbajnokság során, valamint 1979-ben a Rebaque csapat is. A Colin Chapman csapatfőnök vezette tervezői gárda által alkotott autó volt az első a Formula–1 történetében, amely kihasználta a szívóhatással (ground effect) járó aerodinamikai előnyöket. Technológiai szempontból forradalmi megoldásokat alkalmazott, amelyek a sportág jelenkori történetére is kihatással voltak.
Bevetése alatt hat győzelmet és tíz pole pozíciót szerzett vele a Lotus, és ez volt a csapat utolsó autója, amely megnyerte az egyéni és a konstruktőri világbajnoki címet is.

## Tervezése
A Lotus 79 által használt aerodinamika alapjait az előző, Lotus 78-as modellen is kipróbálták már. A kasztni alatti nyomásproblémákat megoldották, mégpedig úgy, hogy továbbfejlesztették az autó alatt található Venturi-csatornákat, melyek segítségével az alacsony nyomású levegő egyenletesen oszlott el a jármű alatt. Ennek érdekében a kasztni hátsó részét kinyújtották egészen a hátsó felfüggesztésen túlra - a Lotus 78 esetében a kasztni a felfüggesztés előtt hirtelen véget ért. Természetesen emiatt a hátsó felfüggesztést is át kellett dolgozni, hogy minél tisztábbak legyenek a légáramlatok - ami azzal járt együtt, hogy egy kisebb méretű hátsó szárnyat is elég volt alkalmazniuk, ami csökkentette a légellenállást. Első tesztelésekor mélyen bevágott kasztni felsőrészt és kólásüveg formájú oldaldobozokat használt - ezeket a szélcsatornában végzett tesztek után levették, mert ezek nélkül is elég volt a leszorítóerő. Később a Lotus 80-as modellre már felkerültek. Összesen öt példány épült, a prototípust eladták Héctor Rebaque részére, amely saját csapatával versenyeztette átalakítva, Rebaque HR100 néven.
Az autót a jól bevált Ford Cosworth DFV erőforrás hajtotta, a váz pedig méhsejt szerkezetű alumíniumból készült, külön megerősítve a szívóhatás keltette erőkkel szemben. Az üzemanyagtank egyetlen elemből állt és a pilóta mögött volt megtalálható, szemben az elődmodellel, és ez tűzvédelmi szempontból volt hasznos, és az sem volt elhanyagolható szempont, hogy a tömegközéppont is a jármű közepére kerülhetett ezáltal, ami stabilitást biztosított. Az első Formula–1-es autó volt, amelyet a versenyhétvégék során számítógéppel analizáltak.
Először 1977 végén tesztelte teljes titokban Ronnie Peterson, és az autó rendkívül gyors is volt, de a kasztni nem bírta az extrém terhelést. Nem számoltak ugyanis azzal a tervezők, hogy az autó 30 százalékkal nagyobb leszorítóerőt generál majd, mint elődje. Ezért aztán át kellett azt tervezni a megfelelő pontokon, és meg kellett erősíteni.
A minél tisztább légáramlásra törekvés miatt a Lotus 79-esnek jellegzetes lekerekített formái voltak. A sajtó által csak Fekete Szépségnek becézett autó, amelyet bevetésének első évében a fekete-arany festési mintázatot adó John Player Special cigarettamárka szponzorált, már első versenyén rendkívül versenyképes volt. Mario Andretti pole pozíciót szerzett vele, méghozzá több mint egy másodperces előnnyel, és a versenyt is kényelmesen megnyerte. Peterson is remekelt vele, és rendkívül könnyen vezethetőnek találta.
Voltak azonban az autónak problémái is. Andretti többször is panaszkodott a fékekre, amik hajlamosak voltak egyszerűen elfogyni a verseny végére, különösen nagy melegben. A kipufogó is hajlamos volt a túlmelegedésre, azonkívül az autó váza sem volt annyira merev, mint szerették volna, és ezért a külső borítást többször is fel kellett újítani.

## Versenyben
Az autó 1978-ban gyakorlatilag legyőzhetetlen volt, a Lotus csapat pedig dominált, ráadásul az első pár futamot is lehengerlő formában kezdték, még a Lotus 78-assal. Andretti először Monacóban vitte pályára, de csak a szabadedzésen, és mivel ekkor még csak ez az egy példány volt kész, ezért ő versenyzett vele Belgiumban. Spanyolországra már kész volt mindkét autó, és rögtön kettős győzelmet is arattak. A svéd nagydíjon Andretti újabb pole-t szerzett, de a vezetést elvesztette, majd járműhiba miatt ki is esett a versenyről - ezen a nagydíjon mutatkozott be egy másik forradalmi újítás, a Brabham BT46 B-variánsú, ventilátoros szívóhatást keltő autó. Franciaországban újabb kettős győzelmet arattak, majd a brit nagydíjon mindketten kiestek. Németországban Andretti, Ausztriában Peterson nyert, Hollandiában pedig következett egy újabb kettős győzelem, ezúttal Andrettivel az élen.
Az olasz nagydíj tragikusan végződött a csapat számára. Andretti ugyan ismét pole-t szerzett, de Peterson csak hatodik lett, ráadásul mivel a bemelegítéskor meghibásodott az autója fékje és nem fért bele Andretti tartalék autójába, ezért egy Lotus 78-asba ült be. A startnál Andrettit lerajtolták, Peterson pedig belekeveredett egy rajtbalesetbe, ami miatt kigyulladt az autója és súlyos lábsérüléseket szenvedett. Kórházba szállították, de később a baleset szövődményei miatt meghalt. Az utolsó két versenyre Jean-Pierre Jarier ült be a második autóba, de ő pontot sem szerzett.
A Lotus 79 annyira domináns volt, hogy igazi veszélyt csak a Ferrari 312T3 jelentett rá, illetve egy versenyen a Brabham BT46B. Ugyanakkor az is igaz, hogy a Ferrarik csak akkor tudtak nyerni, ha a Lotusok kiestek. A kettős győzelmek rendszeresek voltak és jókora előnnyel értek célba. Andretti így könnyűszerrel lett 1978 világbajnoka, ahogy a csapat is megnyerte a konstruktőri bajnokságot - Peterson posztumusz második lett.
1979-ben a Lotus megtartotta Andrettit, második számú pilótának pedig leigazolták Carlos Reutemann-t. Új szponzorként érkezett a John Player Special helyére a Martini, az autók színe pedig hosszú idő után újra olajzöld lett. Csak az idény első felében tervezték bevetni, mert már készült a következő nagy ugrásnak szánt Lotus 80, amely azonban rendkívül rosszra sikerült, így kénytelenek voltak a 79-est továbbra is használni. Eddigre azonban a rivális csapatok autói, különösen a Ferrari 312T4, a Ligier JS11 és a Williams FW07 is elkezdték használni a Lotus 79 forradalmi megoldásait, csak már jobban, és ezért a csapat visszaesett. Ugyan kapott némi fejlesztést és egy új hátsó szárnyat, de ebben az évben csak a konstruktőri negyedik hely lett meg, és még futamot sem nyertek. Utolsó bevetése Nigel Mansell 1979 decemberi tesztje volt a Paul Ricard versenypályán.

## Eredmények
(félkövérrel jelölve a pole pozíció, dőlt betűvel a leggyorsabb kör)
| Év   | Csapat                    | Motor             | Gumik | Pilóták            | 1   | 2   | 3   | 4   | 5   | 6   | 7   | 8   | 9   | 10  | 11  | 12  | 13  | 14  | 15  | 16  | Pontok | Helyezés |
| ---- | ------------------------- | ----------------- | ----- | ------------------ | --- | --- | --- | --- | --- | --- | --- | --- | --- | --- | --- | --- | --- | --- | --- | --- | ------ | -------- |
| 1978 | John Player Team Lotus    | Ford Cosworth DFV | G     |                    | ARG | BRA | RSA | USW | MON | BEL | ESP | SWE | FRA | GBR | GER | AUT | NED | ITA | USA | CAN | 86     | 1.       |
| 1978 | John Player Team Lotus    | Ford Cosworth DFV | G     | Mario Andretti     |     |     |     |     | SZE | 1   | 1   | KI  | 1   | KI  | 1   | KI  | 1   | 6   | KI  | 10  | 86     | 1.       |
| 1978 | John Player Team Lotus    | Ford Cosworth DFV | G     | Ronnie Peterson    |     |     |     |     |     |     | 2   | 3   | 2   | KI  | KI  | 1   | 2   | SZE |     |     | 86     | 1.       |
| 1978 | John Player Team Lotus    | Ford Cosworth DFV | G     | Jean-Pierre Jarier |     |     |     |     |     |     |     |     |     |     |     |     |     |     | 15  | KI  | 86     | 1.       |
| 1979 | Martini Racing Team Lotus | Ford Cosworth DFV | G     |                    | ARG | BRA | RSA | USW | ESP | BEL | MON | FRA | GBR | GER | AUT | NED | ITA | CAN | USA |     | 39     | 4.       |
| 1979 | Martini Racing Team Lotus | Ford Cosworth DFV | G     | Mario Andretti     | 5   | KI  | 4   | 4   |     | KI  |     |     | KI  | KI  | KI  | KI  | 5   | 10  | KI  |     | 39     | 4.       |
| 1979 | Martini Racing Team Lotus | Ford Cosworth DFV | G     | Carlos Reutemann   | 2   | 3   | 5   | KI  | 2   | 4   | 3   | 13  | 8   | KI  | KI  | KI  | 7   | KI  | KI  |     | 39     | 4.       |
| 1979 | Team Rebaque              | Ford Cosworth DFV | G     | Héctor Rebaque     | KI  | DNQ | KI  | KI  | KI  | KI  |     | 12  | 9   | KI  | DNQ | 7   |     |     |     |     | 0      | NC       |

## Fordítás
Ez a szócikk részben vagy egészben  a   Lotus 79 című angol Wikipédia-szócikk ezen változatának fordításán alapul.  Az eredeti cikk szerkesztőit annak laptörténete sorolja fel. Ez a jelzés csupán a megfogalmazás eredetét és a szerzői jogokat jelzi, nem szolgál a cikkben szereplő információk forrásmegjelöléseként.